# Гёпферт, Карл Готлиб
Карл Готлиб Гёпферт (нем. Carl Gottlieb Göpfert; 1734, Везенштайн, ныне в составе Мюглицталя — 3 октября 1798, Веймар) — немецкий скрипач, согласно музыкальному словарю Густава Шиллинга один из крупнейших виртуозов XVIII века.
Сын Иоганна Готлиба Гёпферта (ум. 1766), музыкального руководителя семинарии в Везенштайне. Учился музыке в Дрездене, где пел в хоре мальчиков, и Лейпциге. В 1764 году обосновался во Франкфурте, где на празднествах по случаю коронации Иосифа II познакомился с Карлом Диттерсом фон Диттерсдорфом, который стал для него образцом для подражания. В 1769 году отправился, уже известным солистом, в Берлин, в 1769 году гастролировал в Лондоне, после чего обосновался в Веймаре как концертмейстер придворной капеллы и занимал этот пост до конца жизни.
У Гёпферта учился игре на скрипке Генрих Кристоф Кох.